# 出一點文創
出一點文創（英語：Chapter One Publishing）為香港一間獨立出版社，由黎啟成與另外兩名「80後」年輕人於2015年創立，唯現時已告除名。
有別於香港其他主流出版社，該社以「眾籌出版」為其賣點，更聲稱為「香港首個眾籌出版平台」，透過建立一個新平台以改變一般讀者只買書而不能在書籍出版過程中出一分力的現象。

## 創辦緣由與歷史
據2016年的一個訪問上指出，該社三名創辦人聲稱早於2014年佔領中環事件中相識，並立下「於30歲前創辦出版眾籌平台」之宏願，在為希望出版書籍的人士提供一個集資平台的同時，也能讓詩集、攝影集等小眾題材作品也能在香港出版市場中出現。最終他們於2016年創辦出一點文創，以實現其夢想。
然而，據公司註冊處資料顯示，該出版社早於2015年11月已經註冊成為有限公司，初時名為「得成有限公司」（Excel Faithful Limited），及後於翌年4月中方改至現稱。

## 相關事件

### 被轟拖欠作者版稅
2018年香港書展期間，有多名曾透過該出版社眾籌出版的作者向傳媒投訴指出版社未有按承諾給予作者版稅收入，部份曾經就此事多次聯絡出版社但未果；亦有讀者反映在該社網絡平台購書後卻遲遲未有收到書籍。後來傳媒調查發現，該出版社其中一名負責人謝文軒身兼多間公司的董事；而謝氏亦於一個訪問上承認該社作品需要一段長時間方能有收益，且指出部份讀者未能於其網絡平台上購書後未能收到書籍是由於網店系統出錯引致；又表示眾籌出版並不如其最初所想一樣美好，承諾會於一個月內向受影響作者付畢有關款項。
然而，上述報道乍出，有受影響作者於社交網站上發帖，認為縱使出版社負責人聲稱「兩年前的數已經清了，一年前的一定未」，但實情是早至2016年初的作品仍未獲安排發放版稅等作者收入。
傳媒報道後3天，出版社於官方Facebook專頁上發表帖文，表示該社人手不足，需要數天時間方能向外界解釋上述事件。然而事件到此事仍沒完結：翌月，有作者於社交平台上載一張出自該出版社的「銷售報告」，當中清楚顯示縱使該作品於當年香港書展有銷售記錄，但「銷售金額」卻顯示為0元，另「運輸成本」與「倉存及銷售成本」亦於報告中清晰列出，令該作者質疑該類成本是否對每一位作者收取；而在銷售報告底部顯示作品的總銷售淨額為負數千元，令人懷疑以這樣的計算方式，任何有意在該出版社出版著作的人士不能賺取任何收入之餘，甚至得要虧本收場。
同年9月，多名受害者向出版社發公開信，要求對方就帳目問題作出釐清，並保留法律追究權利。然而出版社到期限前仍未能就信中所述給予一個合理而滿意的回應，部份作者於同月28日入稟小額錢債審裁處，並於同年11月開庭處理。

## 外部連結
- 官方網站
- 出一點文創的Facebook專頁
- 出一點文創的Instagram帳戶[]